# 風になるまで
『風になるまで』（かぜになるまで）は、1994年7月21日にリリースされた8cmシングルCD。定価は1020円（税込）、発売元と販売元はビクターエンタテインメント。本作はテレビ東京系アニメ『メタルファイター♥MIKU』のオープニングテーマとエンディングテーマ主題歌に収録。

## 曲目リスト
1. 風になるまで (4:29)
作詞：白峰美津子　作曲：岩﨑元是　編曲：岩崎元是　歌：桃田佳世子
TVアニメ『メタルファイター♥MIKU』オープニングテーマ
セガサターンゲーム『メタルファイター♥MIKU』オープニングテーマ
2. 瞳は1000カラット (4:25)
作詞：横山武　作曲：岩崎元是　編曲：岩崎元是　歌：桃田佳世子
TVアニメ『メタルファイター♥MIKU』エンディングテーマ
3. 風になるまで（オリジナル・カラオケ）
4. 瞳は1000カラット（オリジナル・カラオケ）